# Cayman Democratic Party
Die Cayman Democratic Party, früher: United Democratic Party, war eine Politische Partei in den Cayman Islands. Sie wurde 2001 gegründet und löste sich im Februar 2021 auf.

## Geschichte
In den Wahlen am 8. November 2000 wurden, bei einer Wahlbeteiligung von 80 %, nur parteilose Kandidaten gewählt. Nach den Wahlen gründeten die Parlamentsmitglieder die United Democratic Party unter Vorsitz von McKeeva Bush.
Die Cayman Democratic Party war in der Opposition von Mai 2005 bis Mai 2009 sowie nach den Wahlen in den Cayman Islands 2013 bis 2017.
Nach den Wahlen 2017 wurde eine Koalitionsregierung zwischen dem People’s Progressive Movement, der Democratic Party und Unabhängigen Kandidaten angekündigt, in welcher Alden McLaughlin von demr Progressive Movement Premier geworden wäre und der Führer der Democratic Party Bush Sprecher. Später wurde jedoch eine Koalitionsvereinbarung zwischen der Democratic Party und allen unabhängigen Parlamentariern, außer einem, in einer von Bush geführten „Regierung der nationalen Einheit“ geschlossen. Dieser Deal wurde wieder aufgegeben und der ursprüngliche Deal zwischen Progressives, Demokraten und Unabhängigen wurde erneut beschlossen.

### Auflösung
Vor den Wahlen 2021, im Dezember 2020, wurde der Parteiführer McKeeva Bush zu einer zweimonatigen Bewährungsstrafe wegen Angriffes auf eine Frau im Februar 2020 verurteilt, was zu einem Misstrauensvotum gegen ihn führte. Der Premier McLaughlin bat den Gouverneur Martyn Roper am 14. Februar das Parlament aufzulösen und löste damit vorgezogene Wahlen aus, statt des Misstrauensvotums abzustimmen. In den Vorbereitungen zur Wahl wurde die Democratic Party als „anscheinend aufgelöst“ („[appearing] to be defunct“) aufgeführt, da die Kandidaten, die vorher für die Partei antraten (inklusive Bush), stattdessen als Unabhängige antraten.

## Wahlergebnisse
| Jahr | Vorsitz      | Stimmen | %       | Sitze |
| ---- | ------------ | ------- | ------- | ----- |
| 2005 | McKeeva Bush | 6.062   | 30,86 % | 5/15  |
| 2009 | McKeeva Bush | 17.299  | 44,2 %  | 9/15  |
| 2013 | McKeeva Bush | 16.816  | 27,8 %  | 3/18  |
| 2017 | McKeeva Bush | 3.786   | 24,08 % | 3/19  |